# جوانا بيلي
جوانا بيلي (بالإنجليزية: Joanna Baillie)‏ (ولدت في 11 سبتمبر عام 1762 وتوفيت في 23 فبراير عام 1851) كانت شاعرة ومسرحية اسكتلندية، اشتهرت بأعمالها «مسرحيات عن العواطف» (ثلاثة مجلدات، 1798 – 1812)، و«آيات هاربة» (1840). أظهرت اهتمامها بالفلسفة الأخلاقية والقوطية. حازت الكثير من الانتقادات اللاذعة في حياتها، وأثناء حياتها في هامبستيد، فيما يتصل بالمعاصرين الأدبيين مثل آنا باربولد، ولوسي أيكن، ووالتر سكوت. توفيت عن عمر 88 عامًا.

## حياتها المبكرة

### خلفية
ولدت بيلي في 11 سبتمبر عام 1762. كانت امها دوروثيا هانتر (1721 – 1806) ممرضة تعمل لدى كل من الطبيبين وعالمي التشريح الاسكتلنديين ويليام وجون هانتر. كان والدها جيمس بيلي (1722 – 1778) كاهنًا مشيخيًا، وفي السنتين الأخيرتين أستاذًا للإلهيات في جامعة غلاسكو. كانت خالتها، آن هوم هانتر، شاعرة.
كان آل بيلي عائلة أسكتلندية قديمة تعود أصولها حسب زعمهم إلى الوطني الإسكتلندي السير ويليام والانس. على كل حال، لم يُعرف عن والانس إنجابه أي أطفال.
كانت جوانا بيلي الأصغر بين ثلاثة أطفال؛ توفيت أختها التوأم التي لم تملك اسمًا حينها وهي لا تزال طفلة رضيعة، تدعى أختها الوحيدة أغنيس (1760 – 1861)، وأصبح أخوها الأكبر ماثيو بيلي طبيبًا في لندن. لم تكن بيلي باحثة متفانية، وكان شغفها المبكر باتجاه الريف الإسكتلندي. كانت تملك خيًلا خاصًا بها، وكان اهتمامها بالقصص يظهر من المسرحيات التي اختلقتها والقصص التي قصتها. كانت تُعامل في المنزل بصرامة، وكان إظهار الغضب أو الغبطة أمرًا غير مستحب. لم يأخذها أهلها إلى المسرح. كان المسرح الوحيد الذي شاهدته هو عرض الدمى.
في سنة 1769، انتقلت العائلة إلى هاملتون، حيث عين والدها في كنيسة الجامعة. لم تتعلم بيلي القراءة حتى سن العاشرة، عندما التحقت بمدرسة داخلية في غلاسغو معروفة بأنها «تحيل الأطفال الأشقياء إلى نساء صغيرات مثاليات» (كارسويل 266). هناك كتبت مسرحيات وأظهرت قدرات في الرياضيات والموسيقى والفنون.
توفي والد بيلي في عام 1778 وانخفضت مقدرة العائلة المالية، ومع ذلك، ذهب ماثيو بيلي لدراسة الطب في كلية باليول في أكسفورد. انتقل بقية أفراد العائلة إلى لونغ كالديروود قرب كيلبرايد الشرقية. عادوا سنة 1784، وكان عمها الدكتور ويليام هانتر قد توفي قبل عام من ذلك وترك لأخيها منزلًا في لندن ومجموعة أعماله، والذي هو الآن متحف ومعرض فنون هانتر التابع لجامعة غلاسكو. كانت عمتها، آن هنتر، مضيفة اجتماعية وشاعرة، ومن خلالها تعرفت بيلي على فاني بورني، وإليزابيث كارتر، وإليزابيث مونتاغو. درست أعمال كل من كورنيل، وراسين، وموليير، وفولتير، وشكسبير، وبدأت في كتابة المسرحيات والشعر بينما كانت تدير منزل أخيهم حتى تزوج في عام 1791.
انتقلت جوانا وأمها وأختها من المنزل مرات عدة قبل أن يستقروا في كولشستر، حيث بدأت بكتابة عملها «مسرحيات عن العواطف». في عام 1802 انتقلوا إلى هامبستيد. ماتت السيدة بيلي عام 1806. كانت آنا ليتيشا باربولد وابنة أخيها لوسي أيكين من الجيران والأصدقاء المقربين. كتبت رسائل إلى السير والتر سكوت وبقيوا برفقة بعضهم.
عندما بلغت السبعينات من عمرها، مرت بيلي سنة من سوء الصحة، ولكنها تعافت وعادت إلى الكتابة والمراسلات.
«كانت (جوانا بيلي) متلهفة لأن يتم جمع جميع أعمالها، باستثناء كتيبها اللاهوتي، في مجلد واحد، وشعرت بالرضى لدى رؤيتها ذلك «الكتاب الوحش العظيم» كما أسمته، والذي ظهر عام 1851، قبل وفاتها بفترة قصيرة.

## روابط خارجية
- جوانا بيلي على موقع الموسوعة البريطانية (الإنجليزية)
- جوانا بيلي على موقع ميوزك برينز (الإنجليزية)
- جوانا بيلي على موقع إن إن دي بي (الإنجليزية)
- جوانا بيلي على موقع ديسكوغز (الإنجليزية)